# Pools-Litouwse Unie

Wappenschild van de unie

De Pools-Litouwse Unie was een band die was ontstaan door een reeks handelingen en allianties tussen het koninkrijk Polen en het grootvorstendom Litouwen, die vanaf 1385 ontstond en leidde tot de oprichting van het Pools-Litouwse Gemenebest in 1569 en dit tot de Grondwet van 3 mei 1791. 

## Belangrijke gebeurtenissen
- 1385 : Unie van Krevo, het ontstaan van een personele unie door het huwelijk van grootvorst van Litouwen Wladislaus II Jagiello met Hedwig van Polen.
- 1401 : Pact van Vilnius en Radom, hernieuwing van het verdrag na de dood van koningin Hedwig.
- 1413 : Unie van Horodło, na de Litouwse burgeroorlog 1389-1392 werd er een regeling getroffen voor de opvolging.
- 1432 : Unie van Grodno, regeling getroffen aan het begin van de Litouwse burgeroorlog 1432–1438.
- 1499 : Unie van Krakau en Vilnius, na de dood van Casimir IV van Polen in 1492 werden beide landen gescheiden, in 1499 werden de banden opnieuw gesmeed.
- 1501 : Unie van Mielnik, een personele unie onder Alexander Jagiello.
- 1569 : Unie van Lublin, oprichting van het Pools-Litouwse Gemenebest.

- 1795 : Laatste fase van de Poolse Delingen, beide landen bestaan niet meer tot na de Eerste Wereldoorlog in 1918.